# Scatimus strandi
Scatimus strandi là một loài bọ cánh cứng trong họ Bọ hung (Scarabaeidae).